# Bret Hart
Bret Sergeant Hart (Calgary, Alberta; 2 de julio de 1957), conocido en el ring como Bret "The Hitman" Hart, es un luchador profesional retirado, escritor y actor canadiense, que trabaja actualmente para la World Wrestling Federation/Entertainment (WWF/E) bajo las reglas del contrato de leyenda; y también trabajó para la World Championship Wrestling (WCW).
Bret Hart ha conseguido durante su carrera un total de 7 campeonatos mundiales: 5 veces el Campeonato de la WWF y 2 veces el Campeonato Mundial Peso Pesado de la WCW; también fue 2 veces Campeón Intercontinental; además de ser un 5 veces Campeón de los Estados Unidos; 2 veces Campeonato por Parejas de la WWF junto a su cuñado Jim "The Anvil" Neidhart. Todo esto le convierte en Campeón de Triple Corona. Además fue coganador de la edición de 1994 de Royal Rumble y 2 veces ganador del torneo King of the Ring en 1991 y 1993 (siendo hasta la fecha el luchador que más veces ha ganado este título). Fue líder del Stable The Hart Foundation. En 2006, Hart fue inducido en el Salón de la Fama. En 2019 volvería a ser inducido, esta vez junto a su cuñado Jim Neidhart (quien había fallecido meses antes), como parte de la dupla original de The Hart Foundation. En 2025 por tercera ocasión fue inducido en conjunto con  Stone Cold Steve Austin por su lucha en WrestleMania 13 como momento inmortal, siendo hasta el momento la única persona en ser incluída dentro del Salón de la Fama de WWE por tercera vez.

## Carrera

### Inicios
En su adolescencia, jugaba en un equipo de hockey juvenil llamado "Calgary Sun" y posteriormente se unió a las filas de los "Calgary Hitmen" en la "Western Hockey League".
Sus comienzos en la lucha libre fueron a principios de los 80, donde comenzó a trabajar para su padre en "Stampede Wrestling", como árbitro. Esto cambió cuando un luchador no pudo entrar al ring y Bret lo sustituyó a petición de su padre. Poco después se unió a su hermano Keith para ganar 4 veces el campeonato en parejas.
Con la experiencia que ganó en Japón (donde conoció a su entrenador el Sr. Sakurada), se fue haciendo famoso y, aunque temía hacer entrevistas y hablar de frente a la multitud, Hart se ganó el aprecio de la gente. Ganó títulos británicos como Commonwealth Mid-Heavyweight Championships, 5 Campeonatos Internacionales en Pareja y 6 North American Heavyweight Championships.

### World Wrestling Federation/World Wrestling Entertamient (WWF/WWE) (1984-1997)

#### 1984-1992 - The Hart Foundation

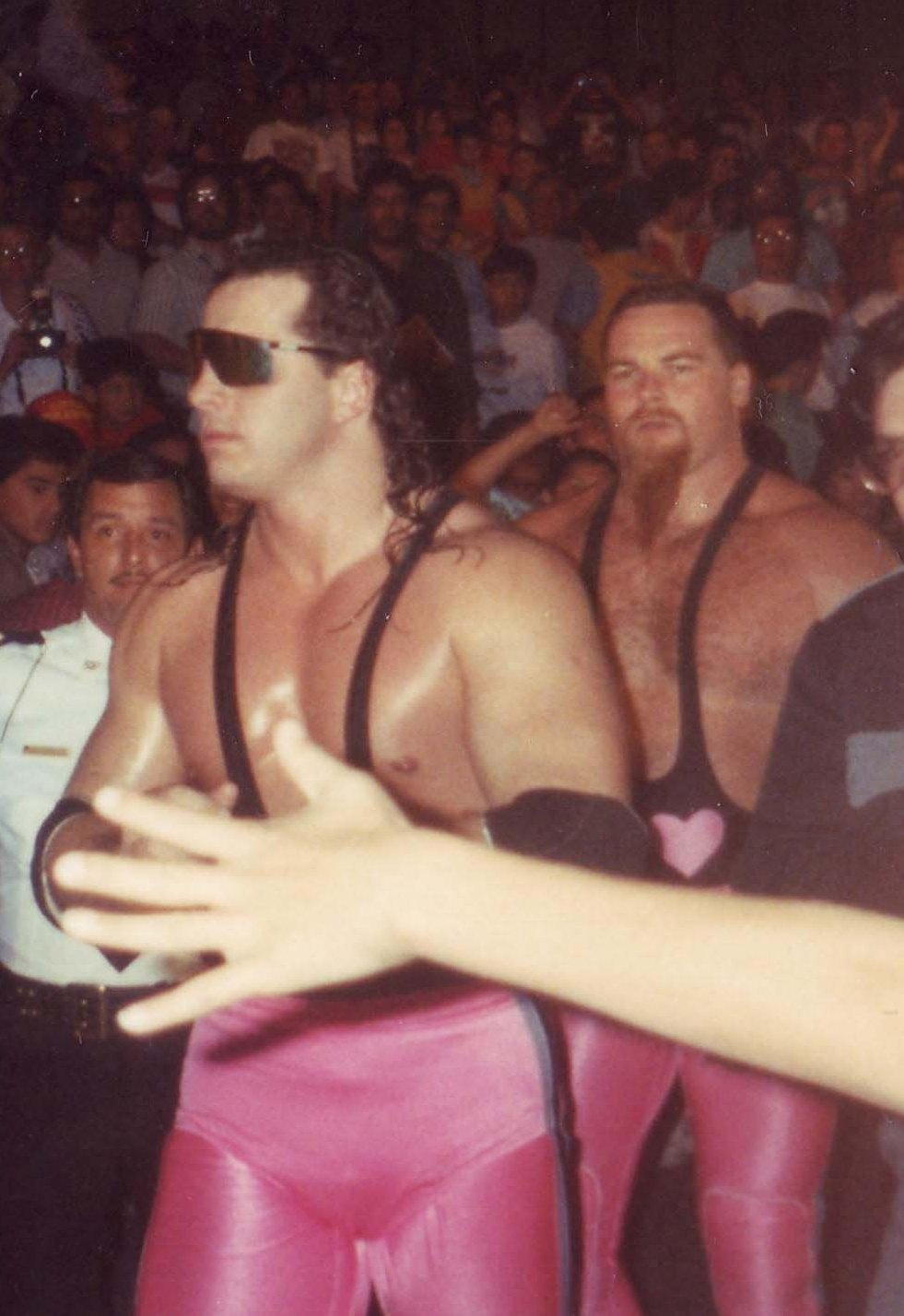
The Hart Foundation.

En 1984 se trasladó a Estados Unidos. En agosto de ese mismo año ingresó en la "WWF" utilizando el nombre de Bret "Hitman" Hart, en compañía de Dynamite Kid.
En 1985 se asoció a Jim Neidhart creando un equipo dirigido por "The Mouth of the South"
Jimmy Hart, este equipo recibió el nombre de The Hart Foundation por la similitud de los nombres.
Bret y Jim hicieron su debut en la primera Royal Rumble de 20 hombres, donde ganó Jim Duggan.
La agilidad de Bret creó un estilo técnico intrigante, en contraste con la forma de luchar de su compañero Jim que utilizaba la fuerza.
Hart saltó a la fama en WWE a mediados de los 80 y The Hart Foundation ganó el WWF Tag Team Championship dos veces. Finalmente se convirtieron en face y adoptaron el apodo "The Pink and Black Attack".
Sus feudos más notables fueron con British Bulldogs, The Fabulous Rougeaus, Strike Force, The Rockers y Demolition.
Su primer reinado fue el 26 de enero en 1987 al vencer a los Bulldogs Británicos. Tiempo después lo perdieron ante Strike Force.
En Summerslam 1990, Hart Foundation inició su segundo reinado al derrotar a Demolition con la ayuda de The Legion of Doom.
El 30 de octubre Hart Foundation perdió el título frente a The Rockers (Marty Jannetty y Shawn Michaels) en una lucha muy polémica. Pocos días después el presidente Jack Tunney cambió de opinión y regresó los títulos a Jim y Bret. Su reinado duró hasta el 24 de marzo de 1991.
A raíz de una derrota que tuvieron frente a The Nasty Boys en WrestleMania VII, los miembros de Hart Foundation tuvieron que seguir su carrera individualmente, lo que se transformó en un gran éxito para Bret, ya que en SummerSlam 1991 ganó su primer Campeonato Intercontinental al derrotar a Mr. Perfect después de hacerlo rendir.
Bret tuvo después un feudo con The Mountie. Esta enemistad se produjo cuando el mánager de Mountie, Jimmy Hart, arrojó agua sobre Bret y Mountie le hizo un cattle prod.

#### 1992-1993

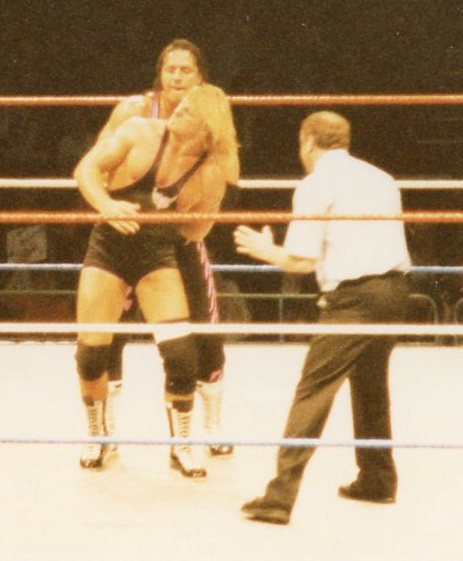
Bret enfrentándose en un combate a su hermano Owen, con quien tuvo un feudo en 1994.

Bret, después de perder el Campeonato Intercontinental WWF frente a The Mountie, sufrió supuestamente una fiebre, pero solo se hizo para proteger a su personaje después de perder el título. Luego de la derrota ante The Mountie en Royal Rumble 1992 el campeonato pasó a manos de Roddy Piper, pero más tarde Bret recuperaría el título en WrestleMania VIII.
Perdió el Campeonato Intercontinental con un roll up de su cuñado Davey Boy Smith en SummerSlam 1992, celebrado ante más de 80 000 aficionados en el estadio de Wembley, es considerado el mejor combate de la carrera de Smith. El 12 de octubre ganó el Campeonato WWF ante Ric Flair después de hacerlo rendir por un minuto, en una lucha que no se emitió en televisión.
En esa lucha, Bret se dislocó uno de los dedos de la mano derecha, pero no le afectó mucho y siguió con la lucha.
Bret así se convirtió en el decimosexto hombre y el primer canadiense en alcanzar el campeonato de la WWF (hazaña que repetirían más tarde Chris Jericho y Edge).
Bret tuvo que defender el título contra Papa Shango, Shawn Michaels y Razor Ramon antes de perderlo en WrestleMania IX frente a Yokozuna con la ayuda de Mr. Fuji. Es en ese entonces cuando aparece Hulk Hogan para defender a Bret y competir por el título que ganó por quinta vez.
Poco después Bret ganó el primer Pay-per-view WWE King Of The Ring en 1993 derrotando a Razor Ramon, Mr Perfect y Bam Bam Bigelow. Después de ser coronado como Rey del Ring, Bret fue atacado por Jerry The King Lawler quien alegó ser el verdadero rey, así empezó la riña por parte de Jerry contra Bret y su familia. Esta finalizó con un enfrentamiento en Summerslam 1993 que, originalmente ganó Bret a través de la Sharpshooter, sin embargo, no dejó de lado el suspenso y la decisión se invirtió a una victoria de Lawler por descalificación.
En ese tiempo la empresa tuvo la idea de crear un feudo entre familiares, hecho que fue muy bien recibido por el público. Es por ese éxito que a Bret se le agrega una nueva riña, pero esta vez contra Owen Hart, su hermano menor. La historia comenzó en Survivor Series 1993, cuando la familia Hart (Bret, Owen, Bruce y Keith) se enfrentó a Shawn Michaels y sus compañeros. En la lucha ninguno de los hermanos salió eliminado, a excepción de Owen, quien culpó por dicha eliminación a Bret y lo retó a una lucha, la cual Bret rechazó. La historia dice que Bret junto a sus padres trabajaron en las vacaciones de Navidad para juntar a toda su familia y arreglar sus rivalidades.

#### 1994

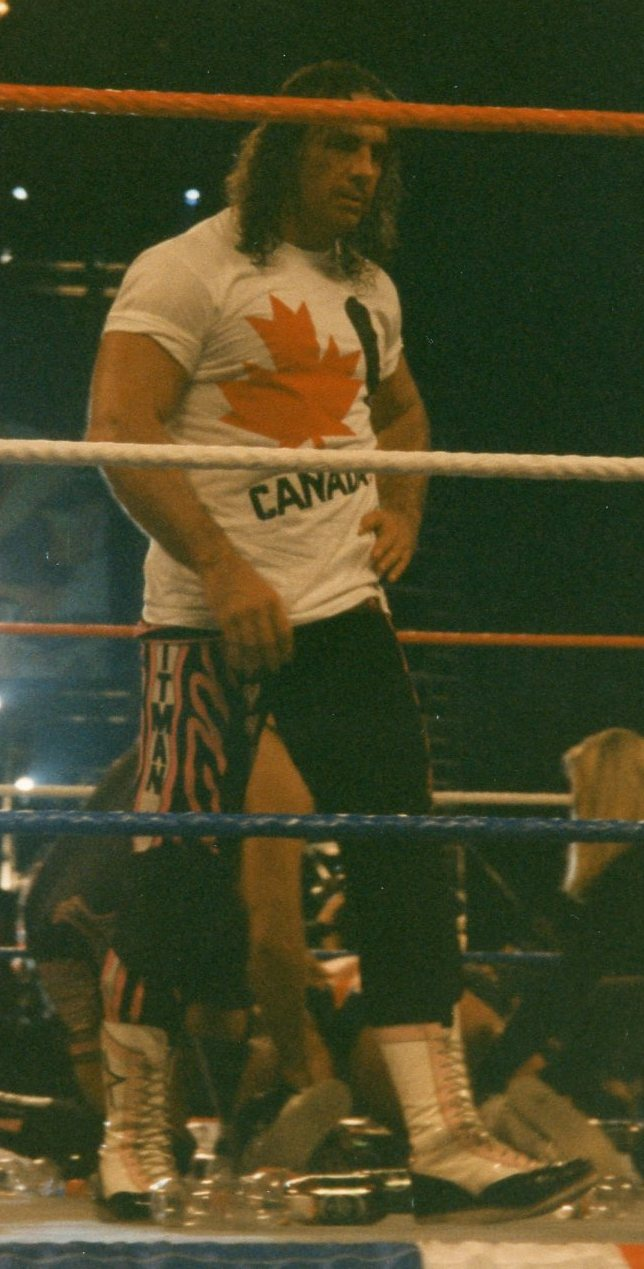
Bret Hart en un evento de la WWF, con una bandera de Canadá, donde es considerado un héroe.

En el evento Royal Rumble, Bret y Owen se enfrentaron a The Quebecers por el Campeonato Mundial en Parejas de la WWF. Durante el combate, el árbitro paró el combate al considerar que Bret no era capaz de continuar el combate debido a una lesión en la rodilla (kayfabe). Tras el combate, Owen giró a heel, comenzó a golpearle la rodilla y a recriminarle el no haber podido ganar los campeonatos. Más tarde esa misma noche, Hart logró ganar el Royal Rumble 1994 junto con Lex Luger después de que ambos luchadores fuesen eliminados al mismo tiempo, por lo que ambos recibieron una oportunidad por el Campeonato de la WWF en WrestleMania X. Ahí, Bret fue derrotado por su hermano Owen y más tarde, esa misma noche, Hart ganó el Campeonato de la WWF tras derrotar a Yokozuna.
Hart continuó su feudo con su hermano Owen mientras comenzaba un nuevo feudo con Diésel. Mientras tanto, Jim Neidhart, amigo y antiguo compañero de Bret, regresó a la WWF y rápidamente se reunió con él. En el evento King of the Ring, Hart retuvo el Campeonato de la WWF frente a Diésel por descalificación después de que Neidhart interfiriese. Tras el combate, Neidhart giró a heel después de abandonar a Bret cuando Diésel y Shawn Michaels le atacaban. En SummerSlam, Hart logró retener el Campeonato de la WWF en un Steel Cage match frente a su hermano Owen.
Finalmente en Survivor Series, Hart perdió el Campeonato de la WWF frente a Bob Backlund en un Submission match.

#### 1995-1996

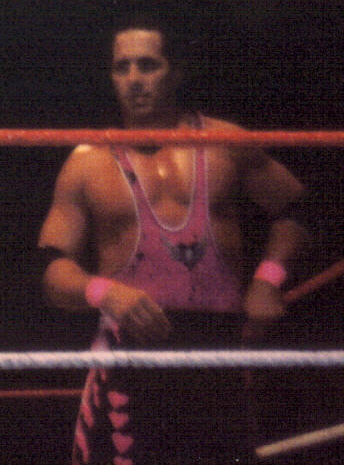
Hart en 1995.

En el evento Royal Rumble, Hart se enfrentó a Diésel en un combate por el Campeonato de la WWF, pero terminaron en empate después de que Owen Hart y Bob Backlund atacasen a Hart y que Shawn Michaels, Jeff Jarrett y The Roadie atacasen a Diésel. En WrestleMania XI, Hart se enfrentó a Bob Backlund, a quien derrotó en un "I Quit" match. En Survivor Series, Hart ganó el Campeonato de la WWF después de derrotar a Diésel en un No Disqualification match.
Tras retener el título en In Your House 5 frente a The British Bulldog, en Royal Rumble frente a The Undertaker y en In Your House 6 frente a Diésel, Hart perdió el campeonato en WrestleMania XII frente a Shawn Michaels en un Iron Man match de 60 minutos. Después de este evento, Hart se tomó unas vacaciones de siete meses durante las cuales negoció un contrato con la World Wrestling Federation y con la World Championship Wrestling. En octubre de 1996, Hart rechazo un contrato de la WCW por valor de 9 millones de dólares, y firmó un contrato de 20 años que le ofreció Mcmahon, quien le prometió que iba a ser el luchador mejor pagado de la compañía y quien le aseguró un puesto importante en la empresa después de su retiro. Hizo su regreso en Survivor Series en un combate frente a Steve Austin, el cual ganó.

#### 1997

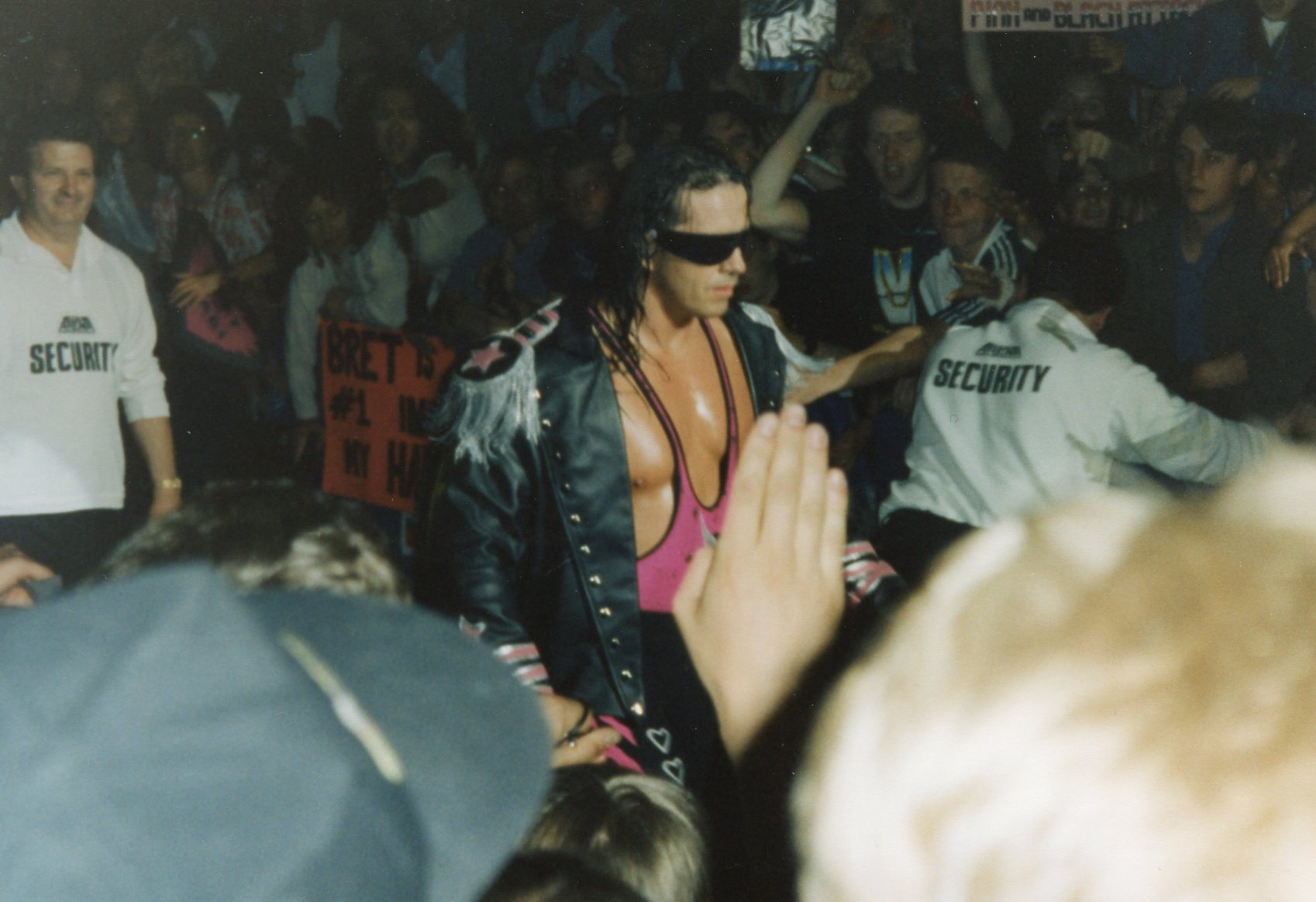
Hart haciendo su entrada a un evento de la WWF en Inglaterra.

Su feudo con Austin continuó en Royal Rumble, donde Bret entró en el lugar vigesimoprimero, pero fue eliminado por Austin. Durante dicho combate, Bret logró eliminar a Austin, pero este subió de nuevo al ring, ya que su eliminación no había sido vista por los árbitros, lo que le permitió ganar el Royal Rumble match. Este hecho provocó que se decretase un Fatal Four Way match por el Campeonato de la WWF en el evento In Your House 13, donde Bret consiguió el campeonato después de derrotar a Austin, Undertaker y Vader. Sin embargo, un día después, el 17 de febrero, Bret perdió el campeonato frente a Sycho Sid después de que Austin le golpease con una silla.
Tras esto, Bret y Austin se enfrentaron en WrestleMania 13 en un Submission match, donde Bret consiguió la victoria. Tras dicho combate, Bret continuó golpeando a Austin, lo que provocó que Bret pasase a heel y que Austin pasase a face, esa misma noche, interfirió en el combate por el Campeonato de la WWF distrayendo a Sycho Sid, dándole la victoria y el título a Undertaker. Durante las siguientes semanas, Bret comenzó a insultar a los fanes americanos debido a la reacción negativa de estos en comparación con la del resto del mundo. Como consecuencia, Hart reunió a su hermano Owen y a sus cuñados Davey Boy Smith y Jim Neidhart, y juntos formaron The New Hart Foundation, un stable que alcanzó una gran popularidad en Europa y en Canadá debido a su carácter antiamericano. En el evento In Your House 14, Bret se enfrentó nuevamente a Austin, siendo derrotado por descalificación después de que The New Hart Foundation atacase a Austin.
En SummerSlam, Bret consiguió su quinto Campeonato de la WWF al derrotar a The Undertaker después de que el árbitro, Shawn Michaels, golpease a Taker con una silla por error, ya que Michaels iba a atacar a Bret con la silla después de que este le escupiera en la cara a Michaels (ya que Bret golpeo a Taker con la silla cuando HBK estaba inconsciente y al reaccionar vio la silla en el ring). Tras retener el campeonato en Ground Zero: In Your House frente a The Patriot y en One Night Only frente a The Undertaker. Después, empezó un feudo con Shawn Michaels volviéndose nuevamente face. Bret perdió el Campeonato de la WWF frente a Shawn Michaels en Survivor Series después de que Vince McMahon le traicionase obligando al árbitro a decretar la rendición de Bret sin que él se haya rendido, este suceso fue conocido como la Traición de Montreal.

### World Championship Wrestling (1997-2000)

#### 1997-1998
Un día después de Survivor Series 1997, Eric Bischoff anunció que Bret ingresaba a WCW.
Su debut fue en WCW Monday Nitro el 15 de diciembre de 1997 siendo presentado como árbitro especial en la lucha entre Eric Bischoff y Larry Zbysko en Starrcade 1997, lucha donde Zbysko ganó por DQ.
Hart se hizo conocido en el mismo show, Starrcade, cuando se involucró en la lucha entre Sting y Hulk Hogan, golpeando al árbitro Nick Patrick y ayudando a Sting a ganar el WCW World Heavyweight Championship.
En las próximas semanas, Bret se reencuentra con sus cuñados, Jim “The Anvil” Neidhart y The British Bulldog, ya que estos, después del altercado en Montreal, decidieron también irse de la WWF.
Durante el período en que Eric Bischoff controlaba la compañía, apoyó a Hart y lo empujó para que fuera un rostro dentro de WCW, por eso, le dio un primer encuentro en Souled Out 1998 frente a Ric Flair, donde Hart triunfó una vez más con su conocida técnica: Sharpshooter. Después de que Bret y Flair solucionaran sus diferencias y se unieran, Bret empezó una nueva riña, esta vez con Curt Hennig (Mr. Perfect). Se enfrentaron en Uncensored donde Bret ganó después de una Sharpshooter.
En Nitro, Bret se entromete en una lucha entre Hulk Hogan y Randy Savage, ayudando a Hogan a quedarse con el título. Todo parece indicar que se unió a nWo nuevamente. Hart entonces comenzó una larga riña con Savage, donde también se vio involucrado "Rowdy" Roddy Piper que fue el árbitro especial en la lucha entre Bret y Randy en Slamboree 1998. Más tarde, en The Great American Bash Bret y Hogan se enfrentan a Savage y Pipper, donde salen triunfadores Hogan y Bret después de que este último aplicara su técnica Sharpshooter a Savage.
En Bash at the Beach 1998, Bret se enfrenta a Booker T por el WCW World Television Championship, pero Bret pierde después de golpear a Booker T con una silla.
El 20 de julio en una edición de Nitro, Bret derrota a Diamond Dallas Page ganando el WCW United States Heavyweight Championship que estaba vacante.
Días más tarde Bret pierde el título frente a su excompañero Lex Luger después de que este le aplicara su técnica Human Torture Rack. El reinado de Luger sólo duró un día, ya que fue vencido por Bret en Thunder convirtiéndose nuevamente en campeón de los Estados Unidos.
En Fall Brawl 1998 se realizó un WarGames match donde el equipo Hollywood (Bret, Hulk Hogan y Stevie Ray) y el equipo Wolfpac (Kevin Nash, Sting y Lex Luger) fueron derrotados por Diamond Dallas Page (que conformaba el equipo WCW con Roddy Piper y The Warrior) convirtiéndose en el primer contrincante para ganar el título mundial pesado WCW.
El 26 de octubre en una edición de Nitro, Bret perdió el campeonato de los Estados Unidos WCW frente a Diamond Dallas Page. Tiempo después Page atacó a Bret, lo que dio paso a otro enfrentamiento emocionante en World War 3 por el título. En esta ocasión, Hart ya tenía la victoria después de golpear a Page y aplicarle su Sharpshooter, pero en medio de la lucha ingresó otro árbitro y reinició el partido. Antes de que Hart pudiera protestar, Page lo enrolló y ganó el enfrentamiento.
El 30 de noviembre, Bret y Page se enfrentaron nuevamente por el título, ya que Hart exigió una revancha. La lucha fue sin descalificación y la ganó Bret con ayuda de The Giant, convirtiéndose por tercera vez en campeón de los Estados Unidos.

#### 1999-2000
El 8 de febrero, Bret perdió el campeonato frente a Roddy Piper. Después de eso Bret pasó desapercibido hasta marzo del mismo año, cuando apareció en un programa de televisión criticando a uno de los comediantes, Will Sasso con el que se enfrentó más tarde y lo venció fácilmente.
El incidente hizo que Hart dejara por un tiempo WCW. Cuando Bret ya estaba en condiciones de regresar, ocurrió un hecho que le afectó mucho: el accidente de su hermano Owen Hart en un PPV de WWF, donde lamentablemente murió. Bret estaba programado para luchar con Kevin Nash en The Tonight Show, el 24 de mayo e iba viajando hacia Los Ángeles cuando Owen falleció. Recibió las noticias por Eric Bischoff después de bajar del avión e inmediatamente tomó otro para volver a Calgary y estar con su familia. Su enfrentamiento con Kevin Nash se canceló inmediatamente.
El 4 de octubre de 1999, tras varios meses de guardar el duelo por la muerte de su hermano Owen, Bret volvió a escena y se enfrentó a Chris Benoit en una lucha en tributo a Owen Hart en el Kemper Arena, Kansas City, el mismo escenario donde Owen perdió la vida en aquel PPV de WWE. Bret ganó el encuentro. En ese mismo momento, el escritor máximo de WWF Vince Russo abandonó la empresa y se unió a WCW. Russo creó un juego entre Sting, Hogan y Bill Goldberg en Halloween Havoc. Estos tenían que luchar por el World Heavyweight Championship que en esos momentos estaba vacante. El torneo tuvo lugar en varios episodios de Nitro, la primera ronda fue el 25 de octubre, edición en la que Bret vence a Goldberg para avanzar a la segunda ronda y para ganar por cuarta vez el campeonato de los Estados Unidos.
En noviembre Bret perdió el título frente a Scott Hall en una lucha de escaleras, también se vieron involucrados Sid Vicious y Goldberg, por lo que la lucha se convirtió en una fatal 4 way.
Esta derrota no impidió que Bret ganara el torneo derrotando a Perry Saturn y Billy Kidman y finalmente a Sting y Chris Benoit convirtiéndose una vez más en WCW World Heavyweight Champion.
Más tarde participó en una reforma de NWO con Jeff Jarrett, Scott Steiner, Kevin Nash, Scott Hall y Creative Control. El 7 de diciembre, Bret y Goldberg ganaron el WCW World Tag Team Championship venciendo a Creative Control, pero lo perdieron más tarde en una edición de Nitro el 13 de diciembre frente a The Outsiders.
En Starrcade 1999, Bret defendió el título mundial pesado de WCW contra Goldberg. En medio de la lucha, aparece Roddy Piper como árbitro especial y mientras Bret aplicaba su Sharpshooter, Piper hizo sonar la campanilla y se llevó el título, suceso similar a lo que pasó en Montreal. Durante el combate Bret recibió una superkick de Goldberg en la cabeza mal ejecutada ya que la patada acertó de lleno en la cabeza de Bret, lo que le produjo una severa conmoción. Bret especuló más tarde que pudo haber sufrido hasta tres contusiones en el transcurso de ese día y los días siguientes a Starrcade, lo que quiere decir que fue inconsciente de la gravedad de sus heridas. Cabe destacar que en una oportunidad Bret le aplicó una figura cuatro a Goldberg, técnica que también le llevó a Bret a lastimarse la cabeza en el suelo. El resultado de todas esas lesiones fue una post-conmoción en el lado izquierdo y su retiro de la lucha libre profesional como competidor activo.
En Calgary Sun, Bret escribió una columna en la que habló de Goldberg describiéndolo como alguien que: "tiene una tendencia a herir a todos con los que trabajó". Igualmente, en una parte de su documental en DVD, Hart expresó sarcásticamente: cómo "alguien con buen corazón como Bill Goldberg" pudo ser capaz de lastimarlo. A pesar de que Goldberg en reiteradas oportunidades ha dicho que si realmente hubiera tenido la intención de hacerle daño, él (Hart) no se levantaría del piso.[cita requerida]
Bret dejó vacante el título el 20 de diciembre en una edición de Nitro, pero más tarde, esa misma noche Bret derrotó a Goldberg en la segunda revancha por el título mundial de WCW. El segundo título que dejó vacante fue el 20 de enero de 2000 cuando fue obligado a retirarse en el evento principal "WCW Souled Out".
En octubre del 2000, Hart fue liberado de su contrato con WCW debido a su "incapacidad permanente". Declaró oficialmente su retiro poco después.

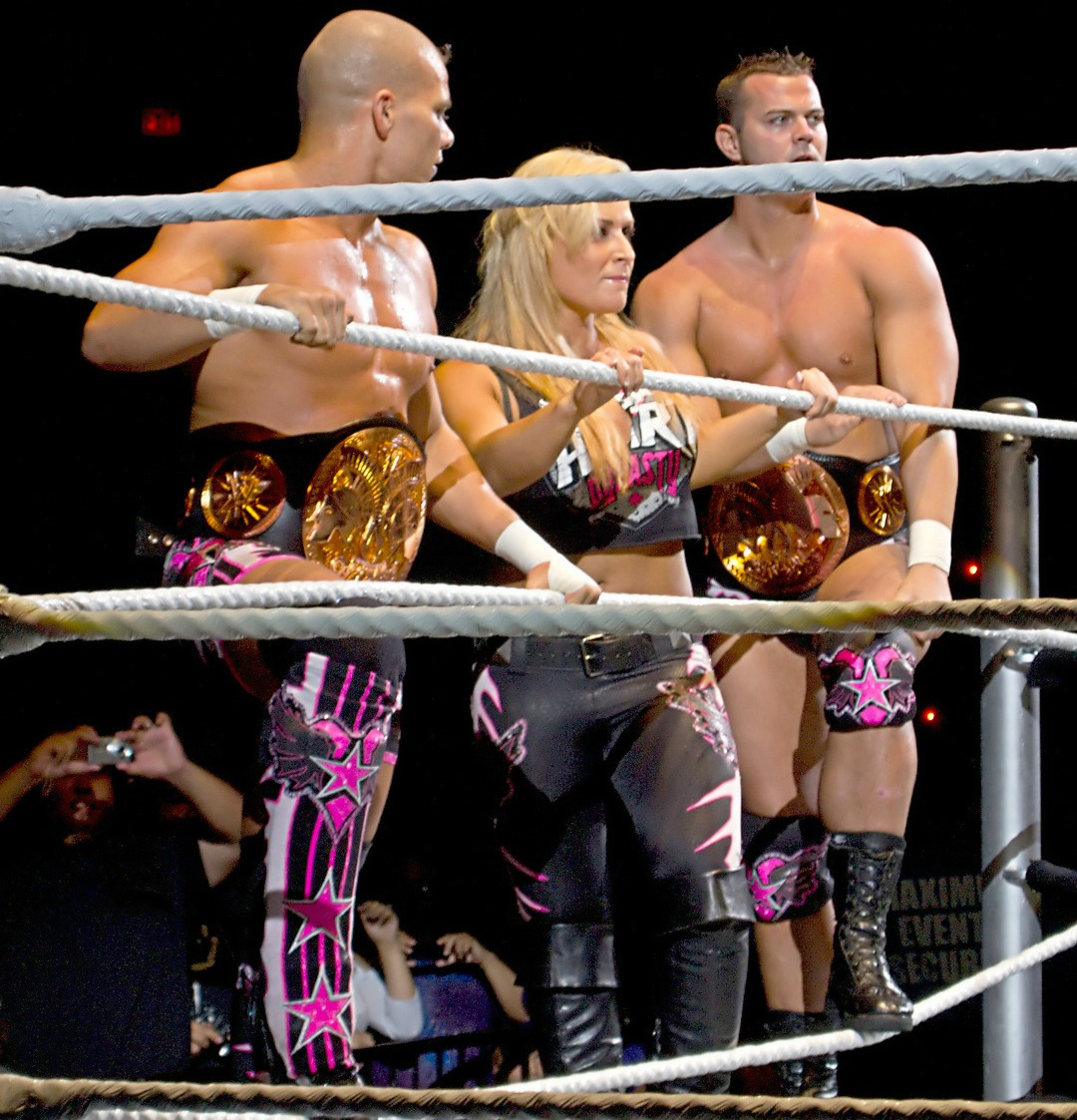
Haciendo su regreso, Bret Hart representó a The Hart Dinasty, el equipo de luchadores perteneciente a la generación Hart.

### World Wrestling Entertainment / WWE (2009-2010/ Actualidad)
El 16 de diciembre de 2009, fue anunciado que Hart había firmado un contrato con la WWE, efectivo desde el 1 de enero de 2010 hasta el 10 de abril del mismo año.
El 4 de enero de 2010, Hart hizo su regreso a la WWE en calidad de Guest Host de RAW. Durante el programa, Hart perdonó a Shawn Michaels y a Mr. McMahon por la Traición de Montreal, pero Vince atacó a Hart, empezando un feudo con él. Durante las siguientes ediciones, ambos se atacaron, ayudando John Cena a Hart y Batista a McMahon. En WrestleMania XXVI derrotó a McMahon en un No Holds Barred match. Tras su lucha, empezó a dirigir a The Hart Dynasty durante su feudo contra los Campeones Unificados en Pareja de la WWE The Miz & Big Show, feudo durante el cual Hart derrotó a The Miz el 17 de mayo en RAW, ganando el Campeonato de los Estados Unidos de la WWE. Sin embargo, el 24 de mayo se le anunció como el nuevo General Mánager de RAW, por lo que dejó vacante el título. El 14 de junio fue atacado en Backstage por The Nexus. Sin embargo, el 21 de junio en RAW fue despedido por Vince McMahon (Kayfabe). Hart hizo su regreso el 19 de julio en RAW, uniéndose con Cena en su feudo con The Nexus. En SummerSlam, el team WWE (John Cena, Bret Hart, Daniel Bryan, Chris Jericho, Edge, R-Truth & John Morrison) derrotó a The Nexus (Wade Barrett, Michael Tarver, Justin Gabriel, David Otunga, Heath Slater, Skip Sheffield & Darren Young). En la lucha, Hart fue descalificado por atacar a Sheffield con una silla. Después en otro RAW apareció dándole a The Hart Dynasty los nuevos Campeonatos en Parejas de la WWE.
El 22 de mayo de 2011 apareció en WWE Over the Limit, para terminar con la humillación de Michael Cole, y hacer que Jerry Lawler metiera su pie en la boca de Cole. Al día siguiente, fue el árbitro de la lucha ente Rey Mysterio & John Cena contra R-Truth & CM Punk, el cual ganaron los primeros.
Actualmente se está desempeñando como embajador de la WWE. En la edición del 24 de agosto(transmitida el 26) apareció como General Mánager de SmackDown por ese día siendo arbrito especial en la pelea entre Christian y Randy Orton ganando este último. El 12 de septiembre, participó en una lucha junto a John Cena contra el campeón de la WWE Alberto Del Rio y su anunciador Ricardo Rodríguez, ganando los primeros cuando Hart le aplicó a Rodríguez un "Sharpshooter". A finales de mayo de 2012 anuncio en su cuenta de Twitter qué regresaría en el Episodio 1000 de RAW. Suceso que en efecto ocurrió regresando para anunciar la lucha por el Campeonato Intercontinental entre Christian y The Miz.
Hizo su aparición en la edición del 10 de septiembre de Raw hablando sobre su futuro y la Traición de Montreal diciendo que gracias por su apoyo al universo de la WWE, pero al último siendo interrumpido por Cm Punk.
Hart luego hizo una aparición en el Royal Rumble 2013 en un segmento con Alberto Del Rio y Ricardo Rodríguez.
El 7 de julio en WWE RAW hizo una aparición en Montreal, Canadá, pero fue interrumpido por Damien Sandow.
El 29 de marzo, apareció en WrestleMania 31 junto a otras leyendas, para felicitar a Daniel Bryan por haber conseguido el Intercontinental Championship. En la pasada edición de Monday Night Raw en Montreal, Hart anunció al oponente de John Cena por el Campeonato de los Estados Unidos de WWE, el rival era Sami Zayn, quien también nació en Montreal.
El 18 de abril de 2016 en Raw, su sobrina Natalya confirmó que Bret estaría presente en Payback en su lucha por el Campeonato Femenino de WWE contra Charlotte y Ric Flair. En dicho evento, Hart se presentó junto a su sobrina Natalya donde fue derrotada por Charlotte por el Campeonato Femenino de WWE en una polémica similar a la Traición de Montreal donde Natalya no se rindió, pero el árbitro hizo que ganara Charlotte (situación que pasó con el mismo Bret Hart). Tras la lucha, tanto él como Natalya, le aplicaron su Sharpshooter a Charlotte y a Ric Flair, respectivamente.
En 2019, fue anunciado como parte del WWE Hall of Fame por segunda vez como parte de The Hart Foundation. En dicha ceremonia, Hart ingresó junto a su sobrina Natalya en representación de Jim, quien había fallecido anteriormente.
En abril del 2025, nuevamente fue convocado en conjunto con Stone Cold Steve Austin para ser exaltados al Salón de la Fama como momento inmortal por su lucha en WrestleMania 13, convirtiéndose de esta manera en el primer luchador que ha sido incluído dentro del WWE Hall of Fame por tercera vez.

### All Elite Wrestling (2019)
El 25 de mayo, Hart hizo una aparición especial en el inaugural evento de AEW Double or Nothing, donde presentó el Campeonato Mundial de AEW.

## Su vida después de la lucha libre profesional

### Su accidente

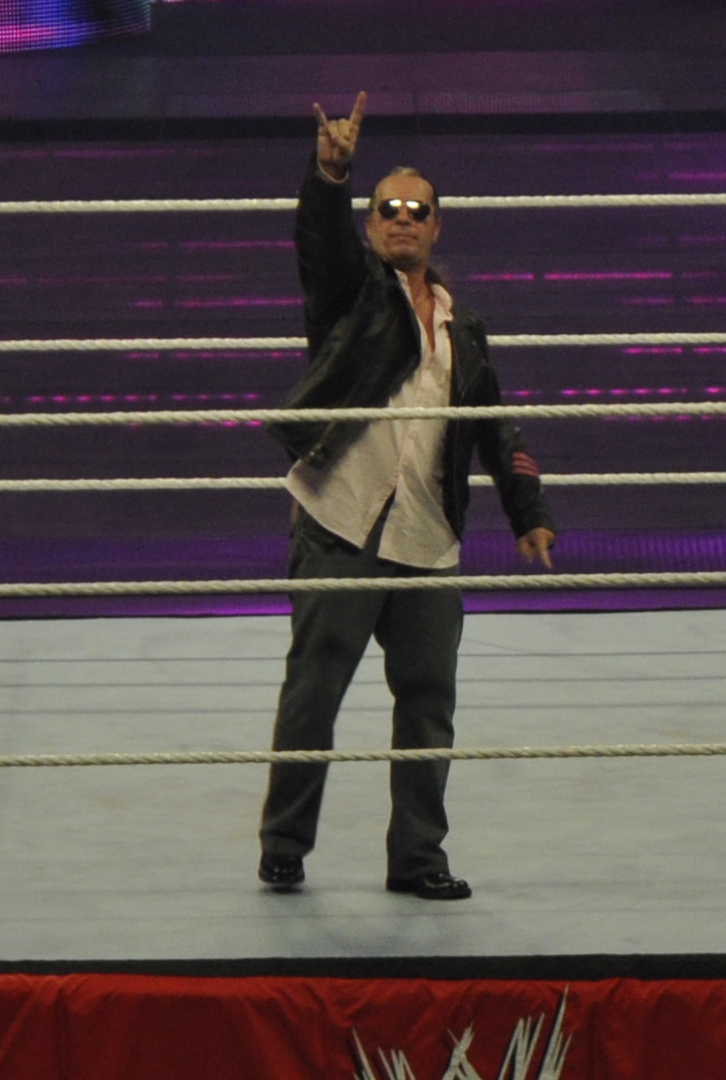
Hart en la WWE en Montreal.

El 23 de junio de 2002, Bret sufre un grave accidente en bicicleta. El Calgary Herald anunció que mientras Bret conducía la bicicleta, tropezó con un bache, voló sobre el manillar y cayó con todo su peso en la parte posterior de la cabeza. Este hecho le produjo un derrame cerebral que lo dejó con todo su lado izquierdo inmóvil y que requirió de meses de terapia para recuperarse. Actualmente Bret lucha contra un cáncer de próstata desde comienzos de febrero. También sufre de un desequilibrio emocional y otros efectos duraderos que son comunes en este tipo de accidentes. Todos los detalles de este hecho se encuentran en su libro: "Hitman: My Real Life In The Cartoon World of Wrestling".

### Sus apariciones
En 2002 ejerció como comisionado de la WWA y en 2004 fue el productor y presentador del documental: "The Bret Hart Story: The Best There Is, Was, and Ever Will Be", donde narra su último año en la "WWF". También podríamos añadir que ha luchado en Francia, Alemania y Hong Kong y que ha ejercido como actor invitado en las series "Lonesome Dove", "Las aventuras de Simbad", "The Inmortal" y en un episodio de "Los Simpson", donde dio voz a su propio personaje.
El 16 de junio de 2006, Bret entró como VIP en un hotel de Puerto Rico, donde firmó autógrafos, tomó fotos con los fanes y habló con la gente sobre su carrera y su accidente.
El 11 de junio de 2007, Bret hizo su primera aparición en RAW después de casi 10 años, donde habló sobre Vince McMahon en "La noche de agradecimiento para el señor McMahon".
El 24 de junio de 2007 Bret estuvo en Montreal. Ahí firmó autógrafos hasta muy tarde con más de 1000 fanes.
En 2016 en Payback apareció en la lucha entre Charlotte y Natalya aplicando un Sharpshooter a Ric Flair
mientras su sobrina Natalya se lo aplicaba a Charlotte.

### Su autobiografía
El 16 de octubre de 2007, Bret publicó su autobiografía titulada My Real Life in the Cartoon World of Wrestling, en Canadá. También llegaría a EE. UU. y Europa en el 2008. El libro es una visión sobre el mundo de la lucha libre. Describe además el abuso de drogas y alcohol de los que fue testigo durante sus años de carrera y también habla de sus infidelidades y luchas personales.
Bret comenzó a escribir el libro en julio de 1999 con su antiguo amigo y asociado de negocios Marcy Engelstein. Ellos no completaron el libro hasta 8 años más tarde, debido al accidente de Bret entre otras tragedias que hubo de por medio. El 17 de octubre de 2007 recibieron una invitación para lanzar el libro en Calgary, donde asistieron familiares y amigos. Hart, emocionado, reconoció el libro como uno de los mayores logros de su vida y lamentaba que sus padres no estuvieran en vida para acompañarlo. Agradeció a Anne Collins por la edición y a Marcy Engelstein por su trabajo en el proyecto, diciendo que solamente él sabía los sacrificios que hicieron para completar el libro.
El 3 de noviembre de 2007 el libro de Bret fue un gran éxito. A partir de octubre y hasta diciembre, Bret firmó los libros, partiendo por su ciudad natal, Calgary.

### Cáncer de próstata
El 1 de febrero de 2016 Bret anunció a través de Instagram que padece de Cáncer de próstata. Se desconoce el tiempo que lleva batallando la enfermedad.
El 2 de marzo de 2016, a un mes del anuncio de su cáncer, el excomentarista de la WWE, Jim Ross, anunció que Bret había superado el cáncer y que anda recuperándose satisfactoriamente.

## Campeonatos y logros
- Stampede Wrestling

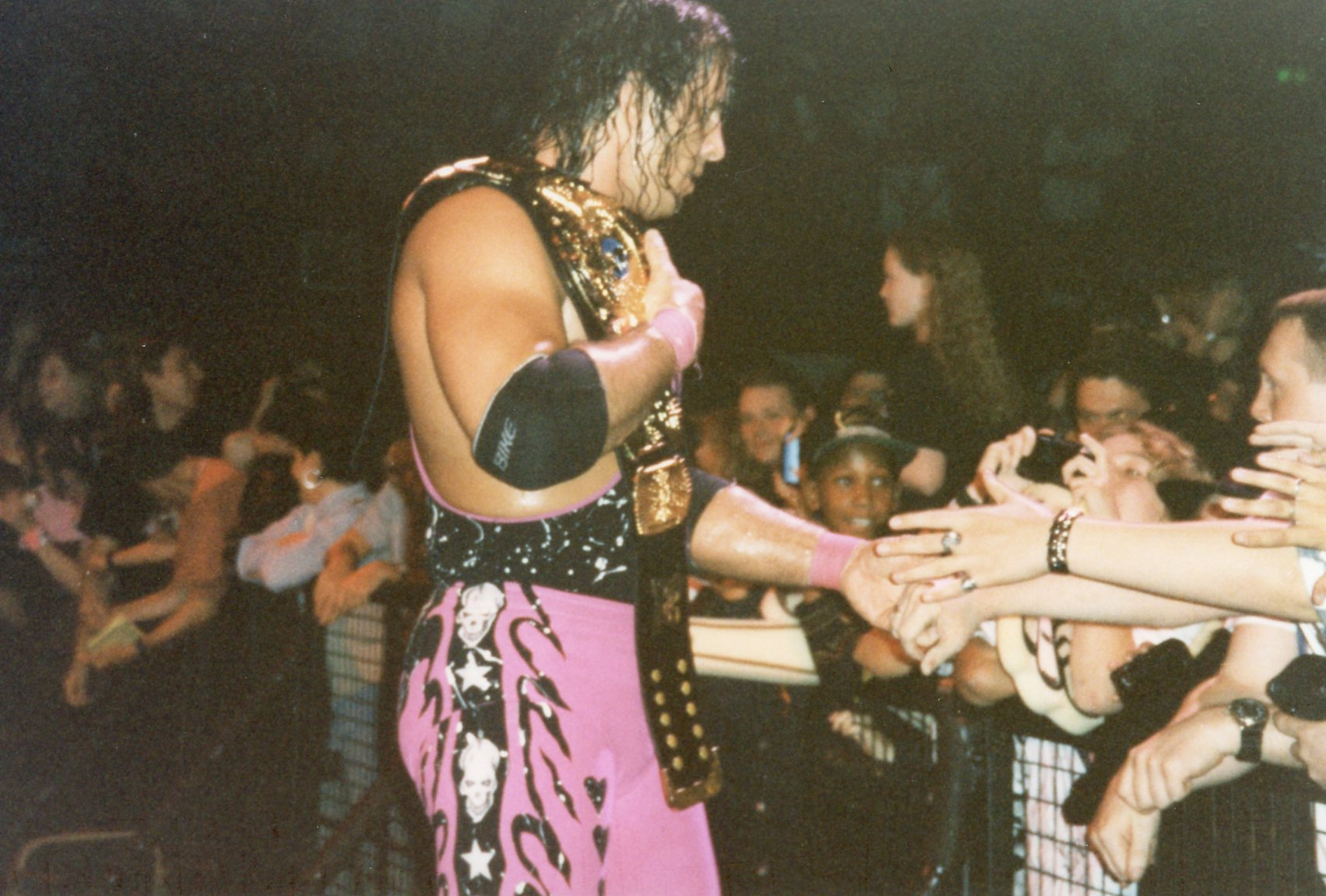
Hart como Campeón de la WWF.

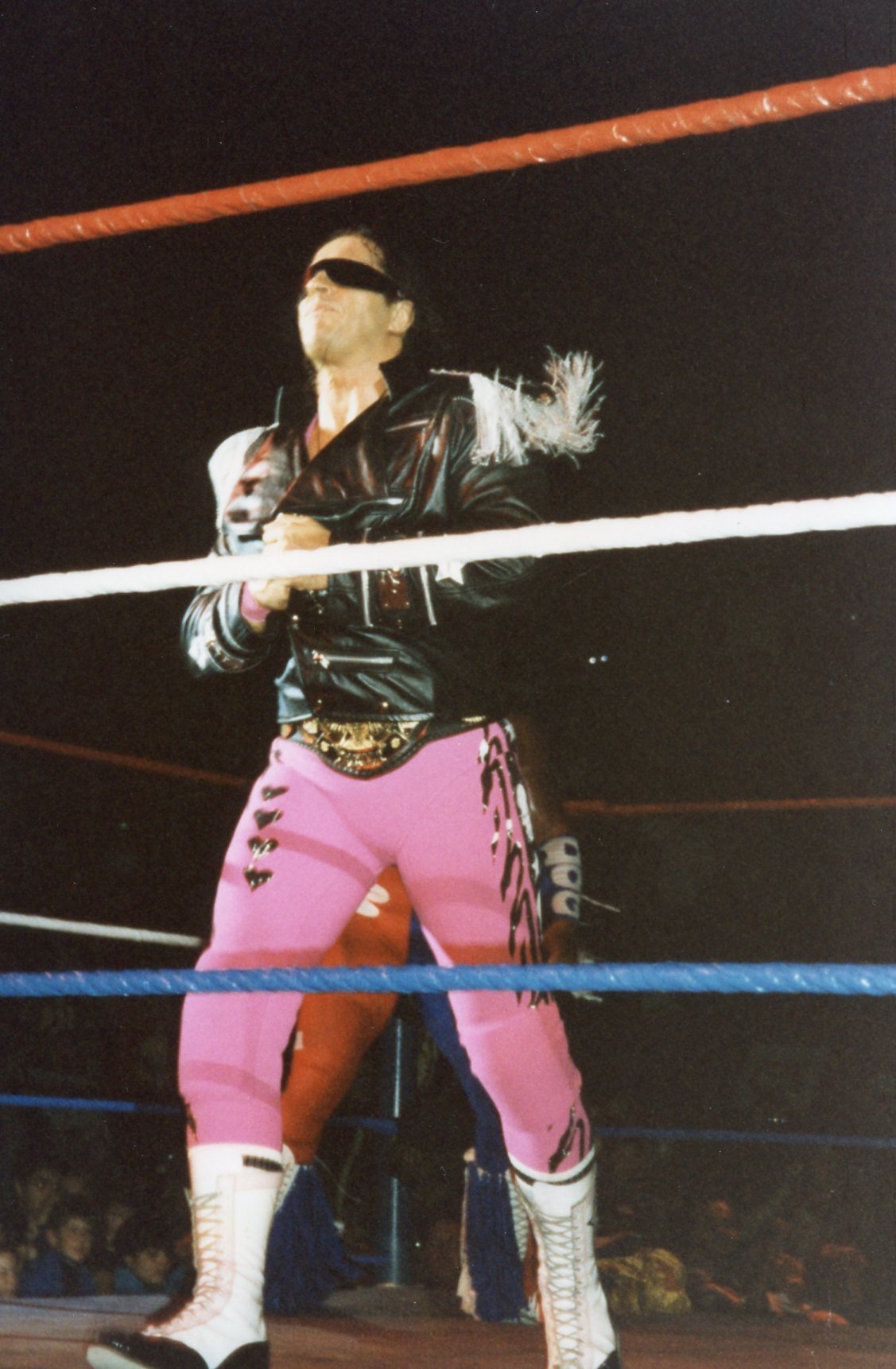
Hart con sus gafas rojas y su chaqueta de cuero, como Campeón de la WWF.

  - NWA International Tag Team Championship (Calgary version) (5 veces) — con Keith Hart (4) y Leo Burke (1)
  - Stampede British Commonwealth Mid-Heavyweight Championship (3 veces)
  - Stampede North American Heavyweight Championship (6 veces)
  - Stampede Wrestling Hall of Fame

- World Championship Wrestling
  - WCW World Heavyweight Championship (2 veces)
  - WCW United States Heavyweight Championship (4 veces)
  - WCW World Tag Team Championship (1 vez) — con Goldberg
  - Triple Crown Championship (Sexto)

- World Wrestling Council
  - WWC Caribbean Tag Team Championship (1 vez) — con Smith Hart

- World Wrestling Federation / Entertainment / WWE
  - WWF Championship (5 veces)
  - WWF Intercontinental Championship (2 veces)
  - WWF World Tag Team Championship (2 veces) — con Jim Neidhart
  - WWE United States Championship (1 vez)
  - King of the Ring (1991 y 1993)
  - Royal Rumble (1994) — con Lex Luger
  - Hall of Fame (2006), (2019) y (2025) Momento Inmortal vs. Stone Cold Steve Austin - WrestleMania 13
  - Triple Crown Championship (segundo)
  - Slammy Award (5 veces)
    - Best New Generation Spot (1994) – "Go Get 'em, Champ!" commercial[12]
    - Best Music Video (1996)[12]
    - Match of the Year (1997) – vs. Shawn Michaels at WrestleMania XII[12]
    - Put a Fork in Him, He's Done (1996) – The Sharpshooter[12]
    - Which WWF World Heavyweight Champion, past or present, in attendance, is Hall of Fame bound? (1996)[12]

- Pro Wrestling Illustrated
  - PWI Regreso del año - 1997
  - PWI Feudo del año - 1993, vs. Jerry Lawler
  - PWI Feudo del año - 1994, vs. Owen Hart
  - PWI Lucha del año - 1992, vs. British Bulldog (SummerSlam, 31 de agosto de 1992)
  - PWI Lucha del año - 1996, vs. Shawn Michaels (WrestleMania XII, 31 de marzo de 1996)
  - PWI Lucha del año - 1997, vs. Stone Cold Steve Austin  (WrestleMania 13, 23 de marzo de 1997)
  - Situado en el N.º 1 en los PWI 500 de 1993
  - Situado en el N.º 1 en los PWI 500 de 1994
  - Situado en el N.º 4 dentro de los 500 mejores luchadores de la historia - PWI Years, 2003
  - PWI Luchador más odiado del año - 1997
  - PWI Luchador más inspirador - 1994
  - PWI Premio Stanley Weston - 2003

- Wrestling Observer Newsletter
  - 5 Star Match - 1994, vs. Owen Hart  (SummerSlam, 29 de agosto de 1994) 
  - 5 Star Match - 1997, vs. Steve Austin  (WrestleMania 13, 23 de marzo de 1997) 
  - WON Best Pro Wrestling Book (2007) Hitman
  - WON Best Pro Wrestling DVD (2006) Bret "Hit Man" Hart: The Best There Is, The Best There Was, The Best There Ever Will Be
  - WON Feudo del año - 1993, vs. Jerry Lawler
  - WON Feudo del año - 1997, con Owen Hart, Jim Neidhart, British Bulldog y Brian Pillman vs. Steve Austin
  - WON Lucha del año - 1997, vs. Stone Cold Steve Austin  (WrestleMania 13, 23 de marzo de 1997)
  - WON Hall of Fame (1996)